# Ministerium für Kultur und Tourismus

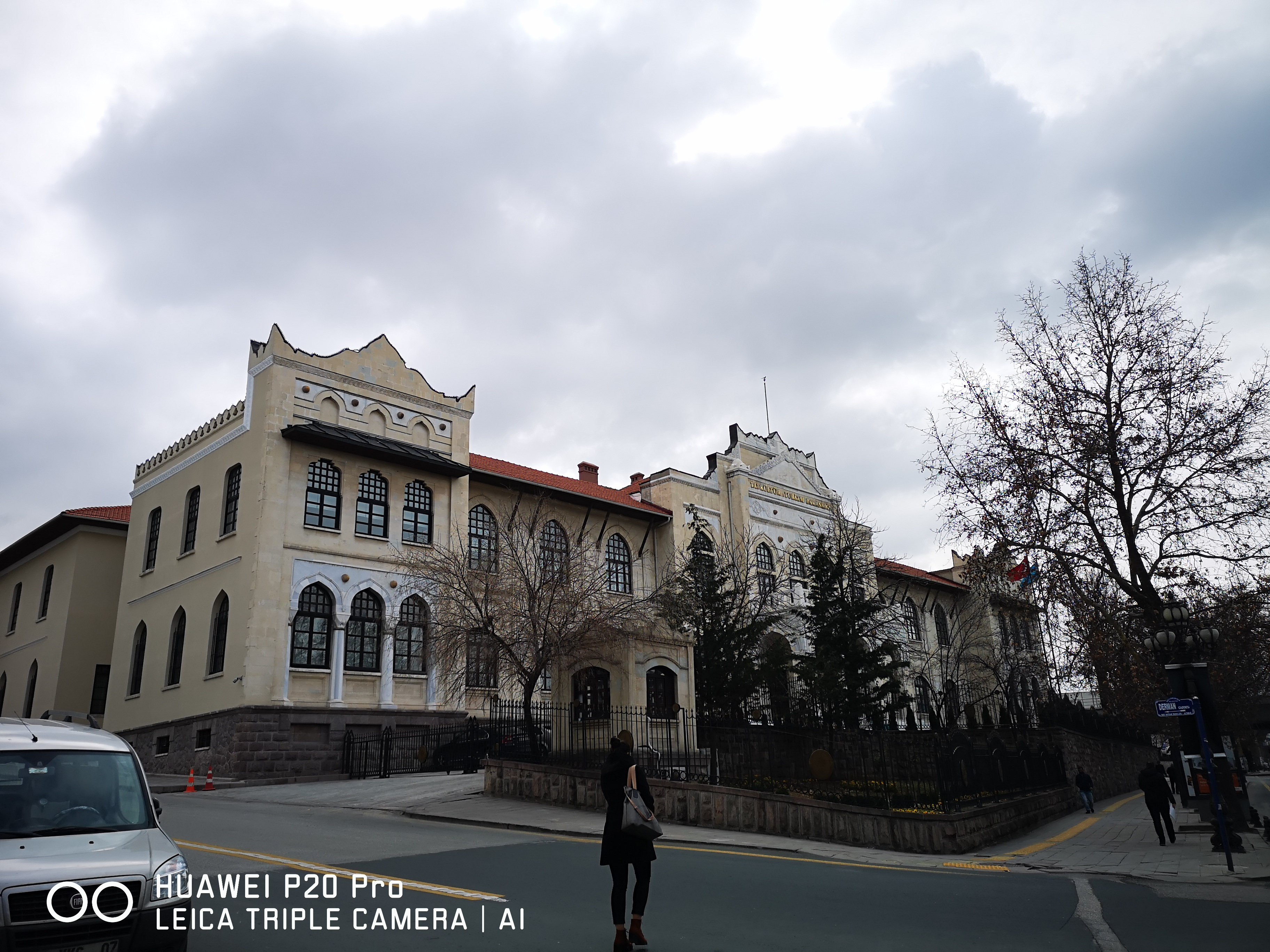
Das Gebäude

Das Ministerium für Kultur und Tourismus ist für die Erforschung, die Förderung und den Schutz von kulturellen Gütern der Türkei zuständig.

## Funktionen
Eine der Aufgaben des Ministeriums ist die Erhaltung von Dokumenten, so dass sie zur Verfügung steht und für Forscher.
Bei der Förderung des Landes erstellte das Ministerium oft Werbefilme.

## Kontroversen
Im Jahr 2015 sorgte das Ministerium für Kontroversen, nachdem eine Szene aus einer 4 Millionen Dollar schweren Werbeaktion mit Julianne Moore wegen ihrer angeblich „schlechten Schauspielerei“ gestrichen wurde. Ruhsar Demirel von der Partei der Nationalistischen Bewegung fragte Sozialministerin Ayşenur slam: „Wie vernünftig finden Sie es, die Türkei mit der Menge solcher Namen und Frauen zu fördern? Ein Hollywoodstar, um die Türkei zu promoten, als wäre es das 19. Jahrhundert?“